# Services Québec
Services Québec est un agence créée en décembre 2004 par le gouvernement du Québec pour améliorer les services fournis aux citoyens et entreprises du Québec. L'agence a été créée dans le but d'offrir aux citoyens et aux entreprises une porte d'entrée aux différents services offerts par le gouvernement du Québec.

## Fonctionnement et cadre législatif
Services Québec est une composante du Ministère de l'Emploi et de la Solidarité sociale et est dirigé par un sous-ministre adjoint. Le titulaire actuel du poste est Pierre E. Rodrigue. Auparavant il était sous la responsabilité du ministre des Services gouvernementaux, puis à partir d'octobre 2010 sous celle du Conseil du trésor.
Créé par une loi promulguée en 2004 sous l'autorité de la ministre Monique Jérôme-Forget, Services Québec était à l'origine un organisme public constitué en personne morale dont les affaires étaient gérées par un conseil d'administration. Celui-ci était composé de la présidente-directrice générale et de 10 membres nommés par le gouvernement, qui proviennent de différents milieux. Sous ce régime, Services Québec était le mandataire de l'État pour la prestation de services à la population et aux entreprises. 
Le 12 décembre 2012, la responsabilité de Services Québec passe du président du Conseil du trésor au ministre de l'Emploi et de la Solidarité.
Ce régime a été modifié en 2013 par le biais d'une nouvelle loi parrainée par la ministre Agnès Maltais et qui faisait perdre le statut de personne morale et d'entité autonome à Services Québec, celui-ci devenant une simple composante du ministère de l'Emploi et de la Solidarité sociale. De plus, le Directeur de l'état civil est intégré à la structure de Services Québec par la même loi. La réforme entre en vigueur le 1er avril 2013.

## Mandat particulier: la communication en situation d’urgence
Services Québec est responsable de la coordination des communications gouvernementales lors d'un sinistre, qu'il soit à l’échelle régionale ou nationale.
Par conséquent, en cas d'urgence, Services Québec assure la diffusion rapide d'informations précises, cohérentes et adaptées aux personnes sinistrées, à la population en général et aux médias. Les informations portent sur l'état de la situation et les mesures d'urgence prises ou envisagées par le gouvernement du Québec pour veiller à la protection des personnes et des biens.